# Rechtliche Regelungen der Papstwahl
Rechtliche Regelungen zur Papstwahl sind alle rechtlichen Normen, die das Wahlverfahren, das aktive und passive Wahlrecht oder andere Aspekte der Wahl des Bischofs von Rom regeln. Es kann sich dabei um Dekrete von Konzilien oder Päpsten handeln; in jüngerer Zeit sind entsprechende Regeln in der Form eines Motu Proprio oder einer Apostolischen Konstitution veröffentlicht worden.

## Papstwahlrecht vor 1059
Vor 1059 unterlagen die Wahlen der römischen Bischöfe zum einen den gleichen kirchenrechtlichen Normen wie andere Bischofswahlen (Wahl durch „Klerus und Volk“), zum anderen einigen spezifisch auf die Papstwahl zugeschnittenen Regeln. Diese umfassen weit mehr als nur den Wahlakt und sollten präziser als Papsterhebungsordnungen bezeichnet werden. Insbesondere regelten sie auch die Weihe zum Bischof von Rom. Ein wichtiges Element einer gültigen Erhebung war die Bestätigung durch den oströmischen Kaiser, die lange vom Exarchen in Ravenna ausgeübt wurde und später auf den weströmischen Kaiser bzw. König überging. Flavius Honorius bestimmte 419 oder 420 (auf Bitten von Papst Bonifaz I.), dass bei Doppelwahlen keiner der beiden Aspiranten Bischof werden sollte und eine neue Wahl anzusetzen sei. Das entsprechende Reskript wurde in zahlreiche Kanones-Sammlungen (unter anderem in die Avellana, die Hispana, Pseudoisidor und das Decretum Gratiani) aufgenommen und erlangte so weite Verbreitung. Zur Frage, ob ein Papst seinen Nachfolger designieren dürfe, gab es unterschiedliche Ansichten. Die Lateransynode von 769 hatte festgelegt, dass nur Kardinaldiakone und -presbyter der römischen Kirche zum Papst gewählt werden durften. Der Wahlvorgang selbst und der Kreis der Wahlberechtigten war allerdings nicht eindeutig festgelegt. Die Constitutio Romana legte fest, dass die Wahl unter Aufsicht durch kaiserliche Boten durch Klerus und Volk von Rom erfolgen sollte und der Elekt vor seiner Weihe einen Treueeid auf den Kaiser abzulegen habe. Eine andere römische Synode bekräftigte 862 das Mitwirkungsrecht der römischen Adeligen. Otto I. und Heinrich II. bestätigten 962 bzw. 1020 im Ottonianum bzw. Heinricianum feierlich den Schutz der päpstlichen Güter, das Prinzip der kanonischen Wahl und auch, dass der Treueeid des Elekten in Anwesenheit kaiserlicher Boten zu erfolgen habe.

## Papstwahldekret 1059
Im sogenannten Papstwahldekret von 1059 veröffentlichte Papst Nikolaus II. (1058–1061) die Beschlüsse der Lateransynode von 1059 zur Papstwahl. Das Dekret gilt als wichtige Etappe bei der Ausbildung der bis heute geltenden Regeln zur Papstwahl. Insbesondere wurde das aktive Wahlrecht erstmals eindeutig auf die Kardinäle beschränkt, wie es bis heute der Fall ist. Gleichzeitig sprach das Papstwahldekret den Kardinalbischöfen den Vorrang bei der Wahl zu. Kardinaldiakone und -presbyter sollten von ihnen nur zur Wahl hinzugezogen werden, der übrige Klerus und das Volk der Wahl lediglich zustimmen; dem römischen König wurde ein nicht genau umrissenenes Mitwirkungsrecht bestätigt. Das passive Wahlrecht wurde, abweichend vom älteren Kirchenrecht, auch Nicht-Römern zugesprochen und Wahlen auch außerhalb Roms ermöglicht. Ab Mitte des 12. Jahrhunderts wurde das Papstwahldekret über Kanones-Sammlungen wie das Decretum Gratiani verbreitet und als allgemeines Kirchenrecht rezipiert.

## Dekretalen zur Papstwahl im 12. und 13. Jahrhundert
Mit der Dekretale Licet de vitanda vom 19. März 1179 setzte Papst Alexander III. (1159–1181) fest, dass als Papst nur der anerkannt werden soll, der eine Zweidrittelmehrheit auf sich vereinigt. Er hatte sich mit vier Gegenpäpsten (Viktor IV., Paschalis III., Kalixtus III. und Innozenz III.) auseinanderzusetzen. Darüber hinaus wurde ein Einspruchsrecht für die Minderheit abgewiesen.
Die Quinque Compilationes Antiquae sind Sammlungen von Dekretalen Papst Innozenz’ III. aus seinen Pontifikatsjahren von 1198 bis 1216 und den Beschlüssen des Vierten Laterankonzils (1215). Hierin befindet sich die Verordnung, dass die Bischofswahl (daher auch die Papstwahl) in die Hände einiger zu wählender Vertrauensleute, also eines Wahlgremiums, gelegt werden kann.
Das Dekret Quia frequenter von Papst Innozenz IV. (1243–1254) datiert vom 25. August 1245. In ihm wird festgelegt, dass alle Kardinäle, die an der Beisetzungszeremonie des verstorbenen Papstes teilgenommen haben, auf die weiterhin anreisenden Wahlberechtigten warten müssen. Bei der Wahl dürfen sie nicht von den Laien gewaltsam gehindert werden. Kardinäle, die sich entfernen, verlieren ihr Wahlrecht, und es ist die Person als gewählt zu proklamieren, welche zwei Drittel der anwesenden Stimmen erhält. Hier wird erstmals verordnet, dass die eigene Stimme bei der Papstwahl nicht zählt.
Das am 16. Juli 1274 von Papst Gregor X. (1271–1276) veröffentlichte Dekret Ubi periculum (deutsch „Wo Gefahr ist“) gilt als eine der bedeutendsten Anordnungen zur Durchführung der Papstwahlen. Dieses Dekret wurde von Papst Johannes XXI. (1276–1277) außer Kraft gesetzt und von Papst Coelestin V. (1294) reaktiviert. Papst Bonifaz VIII. (1294–1303) ließ Ubi periculum in das Kirchenrecht aufnehmen. Mit dem Dekret werden eindeutige Ausführungsbestimmungen festgelegt, so zum Beispiel: Es wird für die anreisenden Kardinäle eine Wartezeit von zehn Tagen festgelegt. Nach Ablauf der zehn Tage haben sich alle Wahlberechtigten an dem Wahlort einzufinden. Sie dürfen jeweils nur einen Konklavisten haben. Es ist freigestellt, ob sie als Diener einen Kleriker oder Laien wählen. In Ausnahmefällen darf ein zweiter Helfer mitgenommen werden. Die Kardinäle dürfen keinen Brief versenden oder einen Boten beauftragen. Als Strafe gegen diese Anordnungen wird die Exkommunikation angedroht. Es wird im Papstpalast ein großer gemeinsamer Schlafraum, ohne Trennwände oder Sichtblenden, hergerichtet. Dieses „gemeinsame Gemach“ (conclave) muss so verschlossen sein, dass es von keiner Seite aus eingesehen werden kann. Niemand darf zu den Kardinälen Zugang haben oder heimlich mit ihnen sprechen. Die Kardinäle dürfen auch keine Besuche annehmen, es sei denn, dass alle Kardinäle zugestimmt hätten. In dem Raum wird ein Fenster eingebaut, welches zum Durchreichen von Speisen, jedoch nicht zum Durchklettern, ausreicht. Zu den eigentlichen Wahlgängen heißt es sinngemäß: Sollte die Papstwahl nach drei Tagen zu keinem Ergebnis geführt haben, erhalten die Kardinäle täglich nur eine Mahlzeit. Nach weiteren fünf Tagen wird als einmaliges Tagesessen Brot, Wein und Wasser angeordnet. Schließlich erhalten sie während des Konklaves keine Gehälter. Es werden weiterhin Anordnungen erteilt, die sich auf die Abwesenheit oder Verhinderung an der Papstwahl befassen. Die Regierenden werden aufgefordert, die Papstwahl nicht zu behindern. Sie sollen vielmehr die Einhaltung dieser Regeln überwachen.
Wie bereits erwähnt, hob Papst Johannes XXI. mit der Apostolischen Konstitution Licet die Wahlbestimmungen auf. Seine Begründung lautete, dass diese Anordnungen unerträglich seien und die Wahl in ihrem Zeitablauf behindern würde.

## 14. Jahrhundert
Papst Clemens V. (1305–1314) legte mit Ne Romani von 1311 fest, dass die Wahl in derjenigen Diözese durchzuführen sei, in der der Papst verstorben war oder am Sitz der päpstlichen Verwaltung. Weiter verfügte er, dass die Kardinäle kein Recht hätten, die päpstlichen Konstitutionen zu verändern beziehungsweise diese für ungültig zu erklären. Clemens V. untersagte den Kardinälen während des Konklaves die Ausübung päpstlicher Jurisdiktion und legte fest, dass die Ämter des Pönitentiars und des Kämmerers mit dem Tod des Papstes nicht erlöschen. Zur Wahlberechtigung bestimmte der Papst, dass auch Kardinäle, welche exkommuniziert, suspendiert oder mit einem Interdikt belegt seien, das Wahlrecht ausüben dürfen.
Zur Wahl von Papst Clemens VI. (1342–1352) hatten die Kardinäle erstmals darüber nachgedacht, Wahlkapitulationen (capitulare ‚über einen Vertrag verhandeln‘) aufzustellen. Mit Licet in constitutione vom 10. Dezember 1351 von Papst Clemens VI. wurde die Anzahl der persönlichen Konklavisten auf zwei Kammerdiener erhöht, eine gute Verpflegung zugesichert, und den staatlichen Einrichtungen aufgetragen, das Verlassen des Konklaves zu verhindern. Der bisherige große Wohn- und Schlafraum der Kardinäle wurde jetzt durch Vorhänge und Trennwände in einzelne kleine Wohnräume umgebaut.
Mit dem Dekret Periculis et detrimentis (deutsch „In Gefahr und Missständen“) ergänzte Papst Gregor XI. (1370–1378), nachdem er 1377 aus dem Exil von Avignon nach Rom zurückgekehrt war, die Bestimmungen der Papstwahl bei „Gefahr oder Missständen“. Es wurde eine Papstwahl mit einfacher Mehrheit angeordnet und als Konklaveort wurde der Ort bestimmt, zu dem die meisten Kardinäle anreisen können. Dieses Dekret galt nur für den Tod dieses Papstes.

## 16. Jahrhundert
Um Korruption und Bestechung zu verhindern, erließ Papst Julius II. (1503–1513) am 14. Januar 1503 das Dekret Cum tam divino. In diesem Dokument bestimmte er, dass jede Papstwahl, die durch Bestechung erfolgen würde, ungültig sei. Es wurden für diesen Fall Sanktionen angedroht. Die Kardinäle könnten darüber hinaus ein Konzil einberufen, und es würde eine Neuwahl angesetzt.
Die Päpstliche Bulle Cum secundum von Papst Paul IV. (1555–1559) wurde am 16. Dezember 1558 veröffentlicht. Mit ihr wurden alle bisherigen Erlasse bestätigt. Zusätzlich wurde untersagt, zu Lebzeiten des regierenden Papstes über dessen möglichen Nachfolger zu verhandeln. In dieses unter schwerer Strafe angedrohte Verbot bezog er alle Bischöfe und Kardinäle und gleichzeitig die weltlichen fürstlichen Herrscher ein.
Weitere organisatorische und redaktionelle Bestimmungen wurden von Papst Pius IV. (1559–1565) mit der Päpstlichen Bulle In eligendis vom 9. Oktober 1562 festgelegt. Hierzu gehören im Wesentlichen: Der Beginn des Konklaves besteht weiterhin am zehnten Tag nach dem Papsttod. In den ersten Tagen dürfen keine Wahlverhandlungen stattfinden, und es muss täglich eine Sammlung und Prüfung der Stimmen erfolgen. Es bleibt bei dem verschlossenen Konklave und den zwei persönlichen Dienern pro Kardinal. Der Briefwechsel nach außen bleibt untersagt, und es wird auf eine geheime, dem Gewissen unterliegende, Stimmabgabe hingewiesen. Als Wahlmöglichkeiten werden die „Inspiration“ als Akt der außerordentlichen Akklamation; der „Kompromiss“ mit Wahlmännern; die „Abstimmung nach kanonischer Mehrheit“ in Betracht gezogen und schließlich das „Hinzutreten zu einem Kandidaten“ (Akzess = accedere).
Papst Sixtus V. (1585–1590) zeichnete sich durch eine Reorganisation der Römischen Kurie aus. Mit der Päpstlichen Bulle Postquam verus vom 3. Dezember 1586 regelte er die Kardinalsvoraussetzungen zur Papstwahl. Als Arbeitsgrundlage griff er auf das Alte Testament zurück, im Vierten Buch Moses (Numeri) heißt es:

„Da sprach der Herr zu Mose: Versammle siebzig von den Ältesten Israels vor mir, Männer, die du als Älteste des Volkes und Listenführer kennst.“

Sixtus V. legte das Wahlgremium auf 70 Kardinäle fest, die sich in folgende Kardinalsklassen aufteilten: sechs Kardinalbischöfe, fünfzig Kardinalpriester und vierzehn Kardinaldiakone. Für die Letzteren wurde ein Mindestalter von 22 Jahren, die „Niedere Weihe“ und eine einjährige Arbeit in der Seelsorge vorgeschrieben. Darüber hinaus sollten von den siebzig Kardinälen vier aus dem Bettelorden entstammen und Doktor der Theologie sein.

## Konklavereform Gregors XV.
Weitere Ausführungen zu den Wahlbestimmungen legte Papst Gregor XV. (1621–1623) mit der Päpstlichen Bulle Aeterni patris filius fest. In einer Exhortatio ermahnte er die Kardinäle, andere Kardinäle nicht an der Wahlteilnahme zu hindern. Er beschrieb das Zeremoniell und einzelne Formen des Konklaves. Zur eigentlichen Wahl bestimmte er, dass der Kompromiss nur nach Ende einer schriftlichen Wahl stattfinden kann. Die Kardinäle dürfen sich nicht selbst wählen und keine zwei Namen auf den Wahlzettel schreiben. Wer den Eid nicht ablegt, wird von der Wahl ausgeschlossen. Ferner sollen an einem Tag zwei Wahlgänge erfolgen. Die geheime Wahl hat gemäß dieser Verordnung „durch mündliche oder schriftliche Stimmabgabe, durch Akzeptanz des von der Mehrheit vorgeschlagenen Kandidaten durch die Minorität und durch geistlich erwirkte Einstimmigkeit“ zu erfolgen. Am 12. März 1622 erlässt Gregor XV. ein weiteres Dekret. Mit dem Dekret Decet Romanum pontificem werden nun nochmals die Wahlarten bestätigt. Hierzu gehören vorrangig die geheime Wahl, der Kompromiss und die Akklamation. Für die geheime Wahl wurde die Wahl mit Stimmzettel und zwei täglichen Wahlgängen angeordnet. Die Stimmzettel sind nach jedem Wahlgang zu verbrennen. Bei der Wahl durch Kompromiss können die Kardinäle die Wahl auf ein Gremium übertragen. Mit der Akklamation erfolgt, wenn alle Kardinäle zugestimmt haben, die Ausrufung eines Papstes.
Mit der Päpstlichen Bulle Ad Romani Pontificis providentiam vom 28. Januar 1625 bestätigte Papst Urban VIII. (1623–1644) die beiden Urkunden seiner Vorgänger von 1621 und 1622.

## Innozenz XII.
Papst Innozenz XII. (1691–1700) verbot mit der Apostolischen Konstitution Romanum decet Pontificem vom 22. Juni 1662 den Nepotismus, der sich durch die gesamte Papstgeschichte zog und auch Auswirkungen auf die Papstwahl gezeigt hatte. Ecclesia catholicae ist die Päpstliche Bulle von Innozenz XII., mit der er am 23. September 1695 den wahlberechtigten Kardinälen verboten hatte, den nominierten Kandidaten durch Wahlkapitulation zu binden.

## 20. und 21. Jahrhundert
Papst Paul VI. (1963–1978) legte am 21. November 1970 in seinem Motu proprio Ingravescentem aetatem (dt.: ‚Mit zunehmendem Alter‘) fest, dass Kardinäle, die das 80. Lebensjahr vollendet haben, nicht mehr am Konklave teilnehmen dürfen. Mit der Apostolischen Konstitution Romano Pontifici Eligendo vom 1. Oktober 1975 modifizierte Paul VI. die Verfahrensweisen über den vakanten Apostolischen Stuhl, die Begräbnisfeier und die Papstwahl (Konklave).
Am 22. Februar 1996 promulgierte Papst Johannes Paul II. (1978–2005) die umfassende und zusammenfassende Apostolische Konstitution Universi Dominici Gregis. In der Promulgationsformel heißt es:

„Dem Beispiel meiner Vorgänger folgend, bestimme und schreibe ich deshalb nach reiflicher Überlegung diese Normen vor und beschließe, daß niemand es wage, diese Konstitution und alles, was in ihr enthalten ist, aus irgendeinem Grund anzufechten. Sie muß von allen unantastbar befolgt werden, ungeachtet jedweder entgegengesetzten Bestimmung, auch wenn diese eine ganz besondere Erwähnung verdient. Sie erhalte und erziele ihre vollen und unversehrten Wirkungen und sei eine Anleitung für alle, auf die sie sich bezieht.“

Eine neue und der Zeit angepasste Bestimmung legt fest, dass beim nächsten Konklave die Kardinäle und ihre Bediensteten in der Domus Sanctae Marthae (it.: Ospizio di Santa Marta) Unterkunft erhalten sollen. Alle Wahlberechtigten müssen in diesem Haus untergebracht werden, das Los entscheidet über die Zimmerzuteilung. Im Haus dürfen keine Massenmedien (Zeitung, Radio, Fernsehen und Internet) verfügbar sein und der briefliche oder telefonische Kontakt zur Außenwelt bleibt weiterhin untersagt.
Mit dem Motu proprio De aliquibus mutationibus in normis vom 11. Juni 2007 legte Papst Benedikt XVI. fest, dass bei allen Wahlgängen die Zwei-Drittel-Mehrheit weiterhin zum entscheidenden Ergebnis dienen soll. Mit dem Motu proprio Normas nonnullas vom 22. Februar 2013 legte er zudem fest, dass der Beginn eines Konklaves nach Eintritt der rechtmäßigen Vakanz des Apostolischen Stuhles durch das Kardinalskollegium auch vor dem 15. Tag nach Eintritt der Sedisvakanz festgesetzt werden kann, sofern bereits alle teilnahmeberechtigten Kardinäle in Rom eingetroffen sind.
Papst Franziskus schaffte mit der Kurienreform durch die Apostolische Konstitution Praedicate Evangelium (2022) die Apostolische Kammer ab, die bislang in der Zeit der Sedisvakanz für die Verwaltung der Güter des Apostolischen Stuhls zuständig war. Davon betroffen ist auch eine Bestimmung der von Johannes Paul II. promulgierten Ordnung. Nun wird der Kardinal-Camerlengo vom Kardinal-Koordinator des Wirtschaftsrates unterstützt, die anderen beiden Kardinalassistenten werden – wie auch schon vorher – alle drei Tage unter den anwesenden Kardinälen jeweils neu ausgelost.